# Echinomuricea coronalis
Echinomuricea coronalis är en korallart som beskrevs av Germanos 1896. Echinomuricea coronalis ingår i släktet Echinomuricea och familjen Plexauridae. Inga underarter finns listade i Catalogue of Life.